# Interstate 205 (Californie)
Pour les articles homonymes, voir I205 et Interstate 205.
L'interstate 205 est une autoroute inter-États d'orientation ouest/est du nord de la Californie (États-Unis), plus particulièrement dans la ville de Tracy. Elle a une longueur de 12,97 miles (20,87 km). Le tracé de l'I-205 relie l'I-5 à l'I-580. Avec celles-ci, l'I-205 forme un triangle autour de la ville de Tracy. La route permet un accès depuis la région de San Francisco vers le nord de la vallée de San Joaquin.
Lorsque l'I-205 a ouvert en décembre 1970  : elle a remplacé la 11th Street qui traversait le centre-ville de Tracy. Cette portion est maintenant l'I-205 Business.

## Description du tracé
L'interstate 205 part de sa jonction avec l'I-580 à l'ouest de Tracy, à la limite du Diablo Range (chaîne de montagnes) et de la vallée de San Joaquin. La 205 se dirige alors vers l'est en traversant les plaines agricoles de la vallée de San Joaquin.
Elle se sépare ensuite en deux parties. Du mile 4 au mile 9, elle contourne par le nord la ville de Tracy. Il est aussi possible d'utiliser l'I-205 Business pour atteindre le centre de Tracy. Après avoir contourné Tracy, elle poursuit sa route vers l'est pour atteindre son extrémité est, 4 miles à l'est de Tracy, soit sa jonction avec l'interstate 5 nord seulement en direction de Stockton après avoir parcouru 13 miles dans la vallée de San Joaquin.
L'I-580 et l'I-205 peuvent être une très bonne alternative pour faire le voyage San Francisco/Stockton ou San Francisco/Lodi au lieu de passer par l'I-80, extrêmement achalandée entre San Francisco et Sacramento. De plus, la 205 fait partie du trajet San Francisco/Yosemite (avec l'I-580 et la CA 120).
Comme elle se connecte à l'I-580, l'I-205 est une artère fréquemment congestionnée. L'I-205 permet aux gens de la Bay Area de relier des destinations populaires comme Yosemite, Reno et Lake Tahoe.
L'I-205 fait partie du California Freeway and Expressway System, ainsi que du National Highway System, un réseau d'autoroutes qui sont considérées comme essentielles à l'économie, à la défense et à la mobilité du pays par la Federal Highway Administration. L'I-205 est officiellement désignée comme l'autoroute Robert T. Monagan d'après le législateur californien qui représentait la région entre 1961 et 1973.

## Futur
Caltrans a des plans pour améliorer certains segments en construisant des voies auxiliaires entre les échangeurs. Il est aussi question d'ajouter de nouveaux échangeurs à Lammers Road et à Paradise Road. Caltrans planifie aussi d'ajouter une voie réservée aux HOV dans chaque direction entre l'I-580 et l'I-5.

## Liste des sorties
| Interstate 205    |                |       |       |        |                                                       |                                                                                        |
| Comté             | Municipalité   | mi    | km    | Sortie | Intersections / Destinations                          | Notes                                                                                  |
| Alameda           |                | 0,00  | 0,00  | —      | I-580 ouest (Arthur H. Breed Freeway) – San Francisco | Sortie direction ouest, entrée direction est; terminus ouest; sortie 65 de l'I-580 est |
| San Joaquin       | Mountain House | 2,31  | 3,72  | 2      | International Parkway, Mountain House Parkway         |                                                                                        |
| San Joaquin       | Tracy          | 4,30  | 6,92  | 4      | Eleventh Street (I-205 BL) – Tracy                    | Sortie direction est, entrée direction ouest                                           |
| San Joaquin       | Tracy          | 6,26  | 10,07 | 6      | Grant Line Road (CR J14) / Naglee Road                |                                                                                        |
| San Joaquin       | Tracy          | 7,94  | 12,78 | 8      | Tracy Boulevard (CR J13)                              |                                                                                        |
| San Joaquin       | Tracy          | 9,05  | 14,56 | 9      | MacArthur Drive                                       |                                                                                        |
| San Joaquin       | Lathrop        | 12,97 | 20,87 | —      | I-5 nord– Stockton                                    | Sortie direction est; entrée direction ouest; terminus est; sortie 458B de l'I-5 sud   |
| - Accès incomplet |                |       |       |        |                                                       |                                                                                        |